# FK Babrungas Plungė

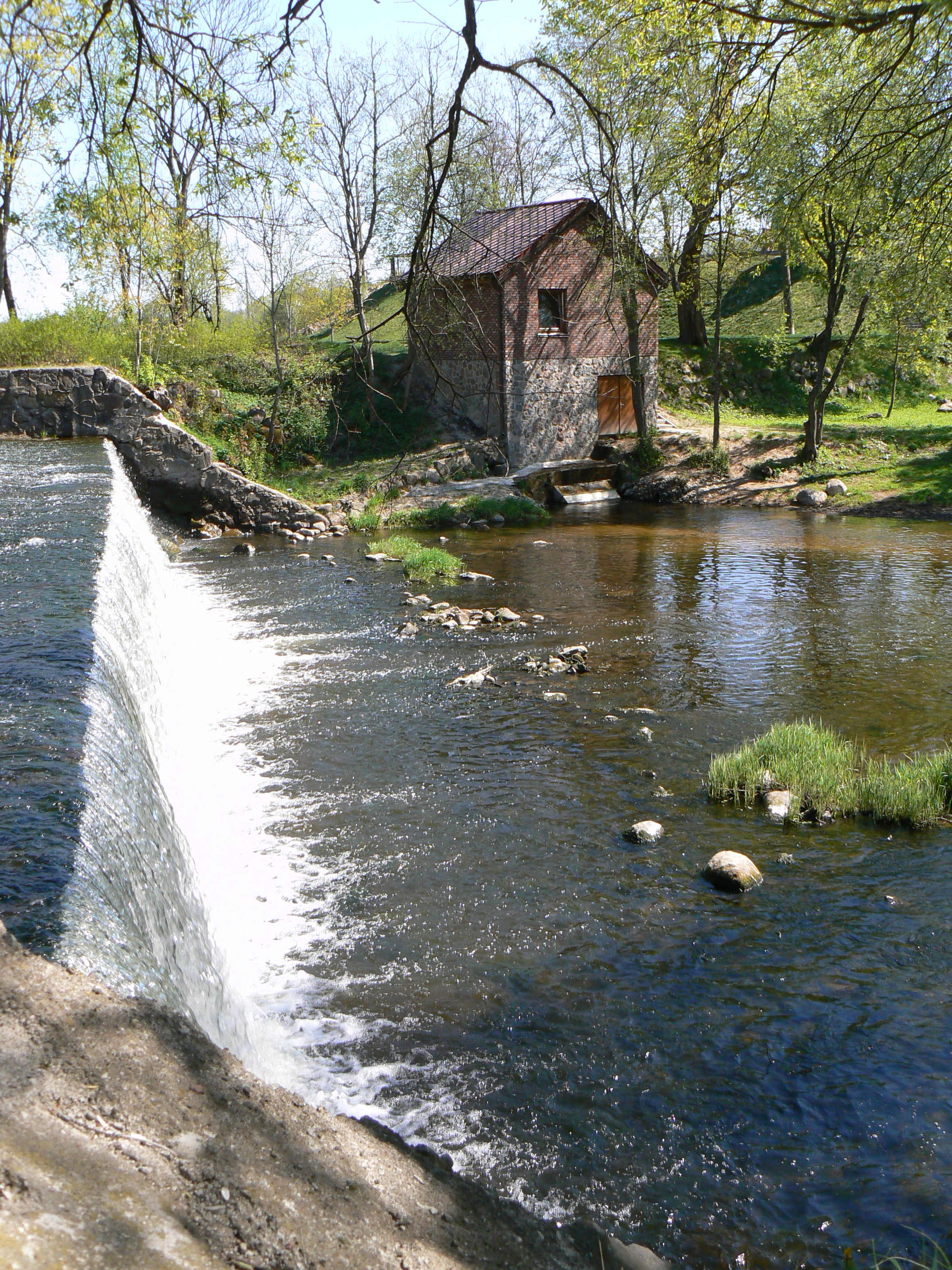
El río Babrungas en Plungė, de donde se originó el nombre del club.

El FK Babrungas Plungė es un equipo de fútbol de Lituania que juega en la I Lyga, la segunda división de fútbol del país.

## Historia
Fue fundado en el año 1935 en la ciudad de Plunge y su nombre se debe al río Babrungas que atraviesa la ciudad. Han cambiado de nombre en varias ocasiones:
- 1935—1947: Babrungas
- 1948—1955: Spartakas
- 1956—1972: Linų audiniai
- 1973—1989: Kooperatininkas
- 1990—1993: Robotas
- 1994— hoy: Babrungas

Sus mejores años llegaron durante la ocupación soviética, en donde fueron campeones nacionales en 1956, participando por más de 25 en la primera división hasta 1980.
Tras la disolución de la Unión Soviética y la independencia de Lituania formaron parte de la II Lyga (tercera división nacional) donde han estado principalmente.

## Palmarés

### Era Soviética
- Liga Soviética de Lituania: 1

1956

### Era Independiente
- III Lyga: 1

1996/97